# エミリオ・セグレ
エミリオ・ジノ・セグレ（Emilio Gino Segrè, 1905年2月1日 - 1989年4月22日）は、イタリア生まれのアメリカの物理学者。1959年に「反陽子の発見」に対してノーベル物理学賞を受賞した。写真家としても活動し、現代科学の歴史を記録した多くの写真を残した。

## 生涯
イタリアのティヴォリに生まれた。両親は共にセファルディム。ローマ大学で工学を学んだが、1927年に物理学に転じ、エンリコ・フェルミのもとで学んだ。
ドイツやオランダでシュテルンやゼーマンと働いた後、1932年にローマ大学の助教授になった。1934-35年フェルミと協力して中性子反応の先駆的研究を行なった。1936年から1938年までパレルモ大学の物理学研究所の所長を務めた。ローレンス・バークレー国立研究所を訪れた後、1937年、ペリエ（C.Perrier）とともに、モリブデンにサイクロトロンで加速した重陽子を照射し、最初の人工元素としてテクネチウムをつくりだした。テクネチウムには安定な核種は存在せず、放射性元素である。
1938年、セグレがカリフォルニアにいる時、ムッソリーニ政権はユダヤ人を大学から追放する法律を成立させた。ユダヤ人のセグレはアメリカに残った（父ジュゼッペは戦争を生き延びたが、母アメリアはナチスに逮捕されて1943年にアウシュヴィッツで殺害された）。カリフォルニア大学に講師の職を得た。カリフォルニア大学でのアスタチンとプルトニウム239の発見に貢献した。
1943年から1946年までロスアラモス国立研究所でマンハッタン計画のグループ・リーダーとして働いた。1944年にアメリカに市民権を得、コロンビア大学、イリノイ大学等で教鞭を執った。1946年にカルフォルニア大学バークレー校に戻り物理学教授及び科学史教授として1972年まで務めた。この間、1955年にチェンバレンらと共に反陽子を発見し、1959年ノーベル物理学賞を受けた。1974年にローマ大学に戻ると原子核物理学の教授になったが定年のため一年の任期だった。 1953年アウグスト・ヴィルヘルム・フォン・ホフマン・メダル、1957年リヒトマイヤー記念賞受賞。1989年、カリフォルニア・ラファイエットの自宅で心臓発作により死去。ラファイエットの墓地に埋葬された。

## 主な著作
- エミリオ・セグレ 著、久保亮五・矢崎裕二 訳『X線からクォークまで――二十世紀の物理学者たち』みすず書房、1982年。ISBN 978-4622024668。
- エミリオ・セグレ 著、久保亮五・矢崎裕二 訳『古典物理学を創った人々――ガリレオからマクスウェルまで』みすず書房、1992年。ISBN 978-4622040880。
- エミリオ・セグレ 著、久保亮五・久保千鶴子 訳『エンリコ・フェルミ伝――原子の火を点じた人』みすず書房、1976年。
- Segre, E. (1993). A Mind Always in Motion: The Autobiography of Emilio Segre. University of California Press. ISBN 978-0520076273. OCLC 25629433 Free Online – UC Press E-Books Collection

## 引用文献
1. ↑  『エンリコ・フェルミ　原子のエネルギーを解き放つ』p43-44　ダン・クーパー（梨本治男訳、大月書店、2007）
2. 1 2  セグレ　岩波理化学辞典　第４版　岩波書店　1987年
3. ↑  テクネチウム　岩波理化学辞典　第４版　岩波書店　1987年